# Chilostoma polinskii
Chilostoma polinskii is een slakkensoort uit de familie van de Helicidae. De wetenschappelijke naam van de soort is voor het eerst geldig gepubliceerd in 1928 door A.J. Wagner.